# Gretchen Walsh
Gretchen Walsh (* 29. Januar 2003 in Nashville, Tennessee) ist eine Schwimmerin aus den Vereinigten Staaten. Bei Olympischen Spielen gewann sie zweimal Gold und zweimal Silber. Sie ist außerdem neunfache Weltmeisterin (2023–2025)

## Sportliche Karriere
Walsh gewann bei den Juniorenweltmeisterschaften 2019 insgesamt sechs Goldmedaillen. Sie siegte mit beiden Mixed-Staffeln, wobei außer ihr nur Amy Tang in beiden Staffeln eingesetzt wurde. In der Mixed-Freistilstaffel schwammen beide im Finale, in der Mixed-Lagenstaffel schwamm Tang die Freistillage im Vorlauf und Walsh im Endlauf. Walsh und Tang waren auch beim Sieg der 4-mal-100-Meter-Freistilstaffel dabei, in der 4-mal-100-Meter-Lagenstaffel schwamm wieder Tang im Vorlauf und Walsh im Finale. Neben den vier Staffelsiegen gewann Walsh auch über 50 Meter Freistil und über 100 Meter Freistil, wobei Maxine Parker über 50 Meter Freistil und Torri Huske über 100 Meter Freistil Silber gewannen und damit auf beiden Strecken zu einem Doppelsieg der Schwimmerinnen aus den Vereinigten Staaten beitrugen.
2021 belegte Walsh bei den Olympic Trials den fünften Platz über 50 Meter Freistil und verpasste damit die Olympiateilnahme. Über 100 Meter Freistil schied sie bereits im Vorlauf aus, über 100 Meter Schmetterling im Halbfinale.
Erst 2023 bei den Weltmeisterschaften in Fukuoka trat Walsh bei einer großen internationalen Meisterschaft in Erscheinung. Mit der 4-mal-100-Meter-Freistilstaffel erschwammen Gretchen Walsh, Abbey Weitzeil, Olivia Smoliga und Kate Douglass die Silbermedaille hinter den Australierinnen. Über 100 Meter Schmetterling wurde Walsh achte. Über 50 Meter Schmetterling war Walsh beste Schwimmerin aus den Vereinigten Staaten und gewann Bronze hinter der Schwedin Sarah Sjöström und der Chinesin Zhang Yufei. Über 50 Meter Freistil schied Walsh im Halbfinale aus. Mit der 4-mal-100-Meter-Lagenstaffel wurden Regan Smith, Lilly King, Gretchen Walsh und Kate Douglass vor den Australierinnen Weltmeisterinnen.
Bei den Olympischen Spielen 2024 in Paris trat Gretchen Walsh in drei Einzeldisziplinen und mit drei Staffeln an. Die 4-mal-100-Meter-Freistilstaffel erreichte das Finale in der Besetzung Abbey Weitzeil, Simone Manuel, Erika Connolly und Kate Douglass mit der zweitschnellsten Vorlaufzeit. Im Finale schwammen Kate Douglass, Gretchen  Walsh, Torri Huske und Simone Manuel drei Sekunden schneller und gewannen die Silbermedaille hinter den Australierinnen. Über 100 Meter Schmetterling siegte Torri Huske mit 0,04 Sekunden Vorsprung vor Gretchen Walsh, die drittplatzierte Chinesin Zhang Yufei lag über eine halbe Sekunde zurück. Auch über 100 Meter Freistil erreichten Huske und Walsh das Finale. Huske wurde Zweite, während Walsh als Achte anschlug. Über 50 Meter Freistil erreichte Walsh als einzige Schwimmerin aus den Vereinigten Staaten das Finale. Sie wurde Vierte mit einer Hundertstelsekunde Rückstand auf Zhang Yufei. Mit der Lagenstaffel gewanbnen Regan Smith, Lilly King, Gretchen Walsh und Torri Huske mit neuem Weltrekord in 3:49,63 Minuten vor den Australierinnen Gold. Auch mit der Mixed-Lagenstaffel siegte Walsh zusammen mit Ryan Murphy, Nic Fink, und Torri Huske mit neuem Weltrekord.
Bei den Kurzbahnweltmeisterschaften im Dezember 2024 in Budapest gewann Walsh sieben Goldmedaillen und stellte dabei in Summe neun Einzel- sowie zwei Staffelweltrekorde auf. Sie war damit die erfolgreichste Athletin der Veranstaltung und ist mit elf Weltrekorden die Sportlerin, die die meisten Weltrekorde bei einer einzelnen Veranstaltung aufstellen konnte.
Im Juli 2025 wurde sie bei den Weltmeisterschaften in Singapur mit neuem Veranstaltungsrekord Weltmeisterin über 100 Meter Schmetterling.

## Privates
Gretchen Walshs ältere Schwester Alexandra Walsh ist ebenfalls als Schwimmerin erfolgreich.